# System zarządzania tłumaczeniami
System zarządzania tłumaczeniami (Translation Management System – TMS), dawniej system zarządzania globalizacją (Globalization Management System – GMS), to rodzaj oprogramowania do automatyzacji wielu części procesu tłumaczenia i maksymalizacji wydajności tłumacza. Ideą systemu zarządzania tłumaczeniami jest zautomatyzowanie wszystkich powtarzalnych i mało istotnych czynności, które mogą być wykonane przez oprogramowanie i pozostawienie ludziom jedynie kreatywnej pracy związanej z tłumaczeniem i recenzowaniem. System zarządzania tłumaczeniami zazwyczaj obejmuje co najmniej dwa rodzaje technologii: technologię zarządzania procesami, która automatyzuje przepływ pracy oraz technologię lingwistyczną, która wspomaga tłumacza.
W typowym TMS technologia zarządzania procesami służy do monitorowania treści języka źródłowego pod kątem zmian i kierowania jej do różnych tłumaczy i recenzentów z całego świata, którzy zazwyczaj uzyskują dostęp do TMS przez Internet.
Systemy zarządzania tłumaczeniami są obecnie najczęściej używane do zarządzania różnymi aspektami działalności tłumaczeniowej.

## Nazwa
Chociaż systemy zarządzania tłumaczeniami (TMS) wydają się obecnie preferowanym terminem w branży lokalizacji językowej, rozwiązania te są również znane jako systemy zarządzania globalizacją (GMS) lub globalne systemy zarządzania treścią (GCMS). Łączą się z systemami zarządzania treścią (CMS) i działają jako osobne, ale powiązane programy lub jako proste dodatki, które mogą spełnić określone wymagania wielojęzyczne.

## Przegląd
TMS zazwyczaj łączy się z CMS w celu zarządzania treściami w języku obcym. Zwykle odnosi się do następujących kategorii w różnym stopniu, w zależności od każdej oferty:
- Administracja biznesowa: zarządzanie projektami, zarządzanie zasobami, zarządzanie finansami. Ta kategoria jest tradycyjnie związana z narzędziami planowania zasobów przedsiębiorstwa (ERP).
- Zarządzanie procesami biznesowymi: przepływ pracy, współpraca, łączniki treści. Ta kategoria jest tradycyjnie domeną specjalistycznych narzędzi do zarządzania projektami.
- Zarządzanie językiem: zintegrowana pamięć tłumaczeniowa, narzędzia do tłumaczenia stron internetowych, ocena klienta i znaczniki. Tradycyjnie wykonuje się to za pomocą specjalistycznych narzędzi tłumaczeniowych.

CMS najlepiej radzi sobie z zarządzaniem procesami. Narzędzia do zarządzania biznesowego i tłumaczenia są zaś mocnymi stronami TMS.

## Cechy i zalety
Wymierne korzyści płynące z korzystania z TMS są podobne do tych, które można znaleźć w CMS, ale z naciskiem na wielojęzyczność: przepływ pracy lokalizacji jest zautomatyzowany, co zmniejsza koszty zarządzania i koszty ogólne oraz czas dla wszystkich zaangażowanych; zmniejszają się koszty lokalizacji, skraca się czas wprowadzania produktów na rynek i poprawia się jakość tłumaczeń; wreszcie współpraca między centralą a oddziałami krajowymi wzrasta dzięki dokładniejszej sprawozdawczości. Typowy przepływ pracy TMS składa się z następujących kroków:
Wykrywanie zmian zaktualizowanych lub nowych materiałów jest koniecznością zarówno w standardowych komercyjnych systemach CMS, jak i w przypadku systemów budowanych na indywidualne zamówienie. Treść jest automatycznie pobierana z CMS i pakowana w celu przesłania do TMS. W niektórych przypadkach do późniejszej analizy i tłumaczenia może być potrzebna manipulacja plikami. Menedżerowie projektów dostosowują przepływy pracy do swoich potrzeb biznesowych. Każdy uczestnik przepływu pracy otrzymuje powiadomienie o nowej pracy do wykonania, a do każdego projektu i każdego zadania przypisywany jest unikalny numer w celu śledzenia. Tłumacze i weryfikatorzy pracują w trybie online lub offline, a ich zapytania i komentarze są śledzone przez system. Tłumacze lub weryfikatorzy otrzymują komentarze od krajowych recenzentów klienta w celu weryfikacji i wprowadzenia ewentualnych poprawek. Po zatwierdzeniu dokumentów baza TM jest automatycznie aktualizowana do późniejszego wykorzystania. Na koniec przetłumaczone materiały są zwracane do ich systemu CMS w celu publikacji, a wskaźniki produktywności i wydajności są dostępne w raportach.
Technologia lingwistyczna na ogół obejmuje przynajmniej pamięć tłumaczeniową i bazę terminologiczną; niektóre systemy integrują również technologię tłumaczenia maszynowego. Pamięć tłumaczeniowa to baza wszystkich przetłumaczonych wcześniej zdań. Podczas gdy tłumacz wykonuje tłumaczenie, automatycznie otrzymuje monit z podobnymi zdaniami z pamięci, które zostały wcześniej przetłumaczone. Baza terminologiczna to glosariusz zawierający określone słowa i wyrażenia oraz ich odpowiednie do kontekstu tłumaczenia.
System tłumaczenia maszynowego to program, który wykorzystuje technologię przetwarzania języka naturalnego do automatycznego tłumaczenia tekstu z jednego języka na inny.

## Przyszłość
Przyszłe trendy w TMS obejmują:
- współpraca z większą liczbą CMS: menedżerowie treści powinni mieć możliwość zamawiania tłumaczeń we własnym środowisku
- powiązanie ze środowiskami autorskimi tekstu: w celu wykorzystania istniejących wielojęzycznych treści w stosunku do nowego pisania
- włączenie funkcji zarządzania przedsiębiorstwem: podgląd kosztów lokalizacji i ram czasowych
- integracja z systemami przedsiębiorstwa: aplikacjami księgi głównej i narzędziami do automatyzacji sił sprzedaży

## Rynki docelowe i licencje
Oferta TMS kierowana jest do dwóch głównych grup klientów. Z jednej strony firmy zajmujące się wyłącznie tworzeniem oprogramowania przyciągają producentów treści i sprzedają swoją ofertę bez żadnych zobowiązań i dodatkowych usług. Z drugiej strony twórcy oprogramowania mogą być również dostawcami usług językowych (LSP), więc oferują swoje usługi językowe zamiast niestandardowej oferty technologicznej w celu łatwiejszej integracji klienta. To ostatnie jest powszechnie określane jako rozwiązanie typu captive, co oznacza, że kupujący muszą korzystać z usług językowych dewelopera TMS, aby skorzystać z ich platformy.
Producenci treści z preferowanymi lub wcześniejszymi umowami o świadczenie usług językowych z zewnętrznymi dostawcami usług internetowych mogą preferować zachowanie niezależności i zakup wyłącznie licencji na oprogramowanie. Jednak połączona opcja rozwiązania technologicznego i usług językowych w jednym pakiecie z pewnością będzie bardziej opłacalna. Podobnie, dostawcy usług internetowych mogą preferować kontakt z dostawcami technologii, którzy nie są częścią konkurencji, oferując również usługi językowe. Wielu dostawców usług tłumaczeniowych poczuło się zagrożonych ze strony firmy SDL, gdy ta kupiła Trados w 2005 roku, stając się największym dostawcą technologii tłumaczeniowych, a jednocześnie oferując usługi językowe w ramach swojej działalności. W rezultacie inne firmy zaczęły wprowadzać swoje systemy zarządzania tłumaczeniami w chmurze łączące funkcjonalność TMS z narzędziami CAT i edytorami tłumaczeń online.